# Wahlen zum Senat der Vereinigten Staaten 1790 und 1791
Die Wahlen zum Senat der Vereinigten Staaten 1790 und 1791 zum 2. Kongress der Vereinigten Staaten fanden zu verschiedenen Zeitpunkten statt. Es war die erste Halbzeitwahl (engl. midterm election) zwischen zwei Präsidentschaftswahlen in der Mitte von George Washingtons erster Amtszeit. Vor der Verabschiedung des 17. Zusatzartikels wurden die Senatoren nicht direkt gewählt, sondern von den Parlamenten der Bundesstaaten bestimmt.
Noch vor den Wahlen zum zweiten Kongress wurden in New Hampshire die beiden ersten Senatoren des Staates bestimmt, außerdem fanden Nachwahlen für den verstorbenen William Grayson aus Virginia und den zurückgetretenen Senator William Paterson statt, der zum Gouverneur von New Jersey gewählt geworden war. Zum 2. Kongress standen neun Sitze der Senatoren der Klasse I zur Wahl, die 1788 und 1789 für eine Amtszeit von zwei Jahren bzw. 1790 für die Restamtszeit gewählt worden waren. Von diesen waren sieben Unterstützer der Regierung George Washingtons (Pro-Administration Party, die spätere Föderalistische Partei), zwei waren Gegner der Regierung (Anti-Administration Party). Insgesamt waren vor den Wahlen 19 Senatoren Unterstützer der Regierung, 7 waren ihre Gegner.
Fünf der zur Wahl stehenden Senatoren wurden wiedergewählt, davon vier Unterstützer der Regierung, zwei weitere Unterstützer der Regierung wurden durch Senatoren abgelöst, die ebenfalls Unterstützer der Regierung waren. Den Sitz in New York konnte ein Gegner der Regierung gewinnen, gleichzeitig wurde William Maclay in Pennsylvania abgewählt, ohne dass das Parlament einen Nachfolger bestimmte. Damit sank die Mehrheit der Regierungsunterstützer auf 17 zu 8, ein Sitz blieb bis zur Wahl 1793 vakant. Eine Nachwahl in Connecticut änderte daran nichts. 1791 wurde Vermont als vierzehnter Staat in die Union aufgenommen und war damit der erste neue Staat nach den ursprünglichen dreizehn. Die Senatoren Vermonts wurden am 17. Oktober 1791 gewählt. Da beide Gegner der Regierung waren, fiel deren Mehrheit auf 17 zu 10.
Zu Veränderungen nach der Wahl siehe auch Liste der Mitglieder des Senats im 2. Kongress der Vereinigten Staaten.

## Ergebnisse

### Wahlen während des 1. Kongresses
Die Gewinner dieser Wahlen wurden vor dem 4. März 1791 in den Senat aufgenommen, also während des 1. Kongresses.
| Staat        | Amtierender Senator  | Fraktion     | Datum        | Nachwahl  | Ergebnis                   | Neuer Senator      |
| ------------ | -------------------- | ------------ | ------------ | --------- | -------------------------- | ------------------ |
| New Jersey   | William Paterson     | Unterstützer | Nov. 1790    | Klasse II | von Unterstützern gehalten | Philemon Dickinson |
| Rhode Island | erste Wahl           | erste Wahl   | 7. Juni 1790 | Klasse I  | Zugewinn Unterstützer      | Theodore Foster    |
| Rhode Island | erste Wahl           | erste Wahl   | 7. Juni 1790 | Klasse II | Zugewinn Gegner            | Joseph Stanton     |
| Virginia     | John Walker, ernannt | Unterstützer | 9. Nov. 1790 | Klasse I  | Zugewinn Gegner            | James Monroe       |

- Es gab noch keine Parteien, daher werden die Senatoren in Unterstützer und Gegner der Regierung George Washingtons eingeteilt.

### Wahlen zum 2. Kongress
Die Gewinner dieser Wahlen wurden am 4. März 1791 in den Senat aufgenommen, also bei Zusammentritt des 2. Kongresses. Alle Sitze dieser Senatoren gehören zur Klasse I.
| Staat         | Amtierender Senator | Fraktion     | Datum          | Ergebnis                   | Neuer Senator    |
| ------------- | ------------------- | ------------ | -------------- | -------------------------- | ---------------- |
| Connecticut   | Oliver Ellsworth    | Unterstützer | 1790 oder 1791 | wiedergewählt              | Oliver Ellsworth |
| Delaware      | George Read         | Unterstützer | 23. Okt. 1790  | wiedergewählt              | George Read      |
| Maryland      | Charles Carroll     | Unterstützer | 1791           | wiedergewählt              | Charles Carroll  |
| Massachusetts | Tristram Dalton     | Unterstützer | Juni 1790      | von Unterstützern gehalten | George Cabot     |
| New Jersey    | Jonathan Elmer      | Unterstützer | 1790           | von Unterstützern gehalten | John Rutherfurd  |
| New York      | Philip Schuyler     | Unterstützer | 19. Jan. 1791  | Zugewinn Gegner            | Aaron Burr       |
| Pennsylvania  | William Maclay      | Gegner       | 1790 oder 1791 | Verlust Gegner             | vakant           |
| Rhode Island  | Theodore Foster     | Unterstützer | 1791           | wiedergewählt              | Theodore Foster  |
| Virginia      | James Monroe        | Gegner       | 1791           | wiedergewählt              | James Monroe     |

- Es gab noch keine Parteien, daher werden die Senatoren in Unterstützer und Gegner der Regierung George Washingtons eingeteilt.
- wiedergewählt: ein gewählter Amtsinhaber wurde wiedergewählt

### Wahlen während des 2. Kongresses
Die Gewinner dieser Wahlen wurden nach dem 4. März 1791 in den Senat aufgenommen, also während des 2. Kongresses.
| Staat       | Amtierender Senator | Fraktion     | Nachwahl   | Datum         | Ergebnis                   | Neuer Senator      |
| ----------- | ------------------- | ------------ | ---------- | ------------- | -------------------------- | ------------------ |
| Connecticut | William S. Johnson  | Unterstützer | Klasse III | 13. Juni 1791 | von Unterstützern gehalten | Roger Sherman      |
| Vermont     | neuer Staat         | neuer Staat  | Klasse I   | 17. Okt. 1791 | Zugewinn Gegner            | Moses Robinson     |
| Vermont     | neuer Staat         | neuer Staat  | Klasse III | 17. Okt. 1791 | Zugewinn Gegner            | Stephen R. Bradley |

- Es gab noch keine Parteien, daher werden die Senatoren in Unterstützer und Gegner der Regierung George Washingtons eingeteilt.

## Einzelstaaten
In allen Staaten wurden die Senatoren durch die Parlamente gewählt, wie durch die Verfassung der Vereinigten Staaten vor der Verabschiedung des 17. Zusatzartikels vorgesehen. Das Wahlverfahren bestimmten die Staaten selbst, war daher von Staat zu Staat unterschiedlich. Teilweise ergibt sich aus den Quellen nur, wer gewählt wurde, aber nicht wie.
Es gab noch keine Parteien im modernen Sinne, stattdessen werden die Senatoren in Unterstützer und Gegner der Regierung George Washingtons eingeteilt.

### Connecticut
Oliver Ellsworth, Senator für Connecticut seit 1789, wurde 1790 oder 1791 wiedergewählt. William Samuel Johnson, als Klasse-III-Senator eigentlich bis 1795 gewählt, trat am 4. März 1791 zurück. Zu seinem Nachfolger wählte das Parlament am 13. Juni 1791 Roger Sherman.

### Delaware
George Read, Senator für Delaware seit 1789, wurde 1790 wiedergewählt. Er erhielt keine Gegenstimmen.

### Maryland
Charles Carroll, Senator für Maryland seit 1789, wurde 1791 wiedergewählt.

### Massachusetts
Tristram Dalton, Senator für Massachusetts seit 1789, erhielt im ersten Wahlgang nur sechs Stimmen im Repräsentantenhaus und schied damit aus. Nachdem auch im zweiten Wahlgang niemand eine absolute Mehrheit erreicht hatte, erhielt George Cabot im dritten Wahlgang 63 der 123 Stimmen und damit eine knappe Mehrheit. 36 Stimmen erhielt Nathaniel Gorham, 20 Charles Jarvis, Samuel Holten 4. Anschließend wurde Cabot vom Senat des Staates mit 24 von 31 Stimmen bestätigt.

### New Jersey
William Paterson, Klasse-II-Senator für New Jersey seit 1789, trat als erster Senator zurück, nachdem er zum Gouverneur des Staates gewählt worden war. Zu seinem Nachfolger wurde im November 1790 Philemon Dickinson gewählt, wie Paterson ein Unterstützer der Regierung. Zum Nachfolger von Jonathan Elmer, ebenfalls seit 1789 Senator, wurde 1790 John Rutherfurd gewählt.

### New York
Philip Schuyler, Senator für New York seit 1789, wurde bei der Wahl am 19. Januar 1791 nur Zweiter: Er erhielt 32 Nein-Stimmen, aber nur 27 Ja-Stimmen, Egbert Benson, wie Schuyler Unterstützer der Regierung, erhielt 35 Nein und 24 Ja. Sieger wurde der Regierungsgegner und spätere Vizepräsident Aaron Burr mit 32 Ja zu 27 Nein und anschließend im Senat 14 zu 4, obwohl die Föderalisten eigentlich die Mehrheit in beiden Häusern hatten. Ein Grund dafür war neben Abneigung gegen Schuyler die Unzufriedenheit mit der Politik von Finanzminister Alexander Hamilton, der Schwiegersohn Schuylers war.

### Pennsylvania
William Maclay, Senator für Pennsylvania seit 1789, hatte sich viele Gegner gemacht und wurde nicht wiedergewählt. Allerdings erhielt auch sonst niemand eine ausreichende Mehrheit, der Sitz blieb bis zur Wahl 1793 vakant.

### Rhode Island
Rhode Island hatte am 29. Mai 1790 als letzter der ursprünglichen dreizehn Staaten die Verfassung der Vereinigten Staaten ratifiziert, am 7. Juni wurden seine ersten beiden Senatoren gewählt. Den Sitz der Klasse I erhielt Theodore Foster, er wurde 1791 für volle sechs Jahre wiedergewählt. Den Sitz der Klasse II mit einer Amtszeit bis 1793 ging an Joseph Stanton. Foster unterstützte die Regierung, Stanton war ihr Gegner.

### Vermont
Vermont war am 4. März 1791 als vierzehnter Staat in die Union aufgenommen worden, als erster nach den dreizehn ursprünglichen. Seine ersten beiden Senatoren waren bereits am 19. Januar gewählt worden, konnten aber nicht mehr in den 1. Kongress aufgenommen werden, da dieser seine Arbeit am 3. März beendet hatte, aber auch nicht in den 2. Kongress, da dieser sich am 4. März konstituiert hatte und danach wieder vertagt wurde. Da befürchtet wurde, die Wahl vor der offiziellen Aufnahme in die Union könne angefochten werden, wiederholte das Parlament die Wahl am 17. Oktober 1791, kurz vor Beginn der ersten regulären Sitzungsperiode des 2. Kongresses, die am 24. Oktober begann. Gewählt wurden Moses Robinson für die Klasse I mit einer Amtszeit bis zum 3. März 1797 und Stephen R. Bradley für die Klasse III mit einer Amtszeit bis zum 3. März 1795. Beide waren Gegner der Regierung.

### Virginia
William Grayson, Senator für Virginia seit 1789, war am 12. März 1790 als erster Senator im Amt verstorben. Zu seinem Nachfolger wurde am 31. März John Walker ernannt, im Gegensatz zu Grayson ein Unterstützer der Regierung Washingtons. Dieser blieb im Amt, bis am 9. November 1790 der spätere Präsident James Monroe gewählt wurde, wiederum ein Gegner der Regierung. Monroe wurde 1791 für eine volle Amtszeit wiedergewählt.